# Krista Schlyer
Krista Schlyer (?, 1971) est une photographe américaine de paysages.

## Récompenses
- 2013 : National Outdoor Book Award, pour le livre Continental Divide: Wildlife, People and the Border Wall (ASIN B01M58Y7QG).
- 2014 : prix Ansel-Adams[1].
- 2015 : NANPA Vision Award.

## Livres
- Whooping Crane : Images from the Wild
- River of Redemption: Almanac of Life on the Anacostia